# PubChem
PubChem е база данни за химични молекули и техните свойства при биологични анализи. Системата се поддържа от Националния център за биотехнологична информация (NCBI), компонент на Националната библиотека по медицина, който е част националните институти на здравеопазването (NIH) на САЩ.
PubChem може да бъде разглеждан безплатно чрез уеб интерфейс на потребителя. Милиони комбинирани структури и описателни масиви от данни може да бъде свободно изтеглен чрез FTP. PubChem съдържа описания на вещества и малки молекули с по-малко от 1000 атома и 1000 връзки.